# Sphaerodactylus microlepis
Sphaerodactylus microlepis är en ödleart som beskrevs av  Johannes Theodor Reinhardt och LÜTKEN 1862. Sphaerodactylus microlepis ingår i släktet Sphaerodactylus och familjen geckoödlor.

## Underarter
Arten delas in i följande underarter:
- S. m. thomasi
- S. m. microlepis